# Péterhegy (Budapest)
Péterhegy (németül Petersberg) Budapest egyik városrésze a XI. kerületben.

## Fekvése
Határai: Dobogó út a Balatoni úttól – Péterhegy út – Horogszegi határsor – Hosszúréti-patak – Balatoni út a Dobogó útig. A keleti nyúlványa a Kelenvölgy és a Rózsavölgy között húzódó 151 méter magas Pacsirta-hegy, amely egyúttal elválasztja egymástól a XI. és a XXII. kerületet.

## Története
A Keserű-ér és a Hosszúréti-patak völgye között 145 méter magasan kiemelkedő Péter-hegy 1847-ben kapta a nevét az addigi német Petersberg helyett.  A domb az Ütköző sor és a Péterhegyi dűlő vonalától dél felé az 1960-as évektől kezdett gyérebben beépülni, jellemzően hétvégi telkek, nyaralók és gyümölcsösök formájában. A 80-as évek szuburbanbizációs folyamatainak eredményeként már nagyobb családi házakkal népesült be a terület, amelyet az ezredforduló után a Péterhegyi lejtő déli oldali lankáin felépített lakóparkok megjelenése követett.

## Közlekedés
A domb Őrmező felőli határán, a Keserű-ér völgyében, az 1884-ben még kanyargósabb vonalvezetéssel épült 1-es vasútvonal a Budaörs megálló, később a Kőérberek nevet viselő nevű megállóhelye az első, 1927–1929 közötti nyomvonal-korrekció során szűnt meg. A vasút eredeti nyomvonalának helyén a forgalmas Dél budai tehermentesítő út (1999-től hivatalos nevén: Egérút) 1988–1998 között készült el.
A Péterhegyet nyugat felől határoló Balatoni út 1937-ben épült. A Régi vám nevű megállóban a Diósd és Érd felé tartó volánbuszok mellett a frissen kiépült Tóváros lakópark ellátására 2007-ben indult 187-es és a 2008 óta erre közlekedő 141-es buszjáratok állnak meg. Keletről Péterhegyet az Egérút és a budafoki Tordai út között a Péterhegyi út és a Horogszegi határsor zárja le, amin 1984-ben indult el az akkor még 172-es számot viselő BKV buszjárat. 1992-ben a 41-es számot kapta, 2004-ben társult hozzá a 250-es, végül a 2008-as átszervezéskor a 41-est 150-esre számozták át. A domb déli határát jelentő Hosszúréti-patak völgyében, a Budaörsön és Törökbálint felé 1914-ben megindult HÉV utódjaként, 1977-óta a Kamaraerdőig közlekedő 41-es villamos, a Balatoni út és a Kelenvölgy-Péterhegy megállókkal érinti a városrészt.